# Близница (Полоцкий район)
Близница (бел. Блі́зніца) — агрогородок в Полоцком районе Витебской области Республики Беларусь. В составе Вороничского сельсовета.

## География
Агрогородок расположен в 28 км на юг от Полоцка и в 110 км на запад от Витебска.
Пролегает дорога Н-3206.

### Гидрография
Озеро Близница.

## История
Известна с XIX века. В 1845 году имение в Лепельском уезде Витебской губернии. В 1870 году в составе Воронечской волости Лепельского уезда Витебской губернии.
С 1 января 1919 года — в составе БССР, с 2 февраля 1919 года — в составе РСФСР. С 28 февраля 1919 года — в Полоцком уезде.
В сентябре 1919 года — июле 1920 года оккупирована польскими войсками.
С 1923 года — в Октябрьской волости.
С 1924 года — в БССР, в Вороничском сельсовете Ветринского района Полоцкого округа (до 1930 года) и в 1935–1938 гг. — в Полоцком округе.
С 1938 года — в Витебской, с 1944 года — Полоцкой областях. С 1954 года — в Витебской области.
В 1960–1962 гг. — в Ушачском районе. С 1962 года — в Полоцком районе.
В 2008 году деревня Близница преобразована в агрогородок.

## Население

### Численность
- 2009 год — 647 жителей

### Динамика
- 1999 год — 737 жителей (перепись населения)
- 2009 год — 647 жителей (перепись населения)[4]
- 2019 год — 597 жителей

## Улицы
- Кимстача
- Лесная
- Молодёжная
- Новая
- Озерная
- Озерный переулок
- Парковая
- Садовая
- Центральная

## Культура
- Дом культуры

## Достопримечательность
- Усадебно-парковый комплекс Лисовских "Воронец" (XIX — нач. XX в.).
- Костёл Божьего Промысла (2001—2004)[5].
- Парк отдыха.

### Памятник, скульптура
- Памятник Герою Советского Союза М. Ф. Сильницкому.

## Галерея

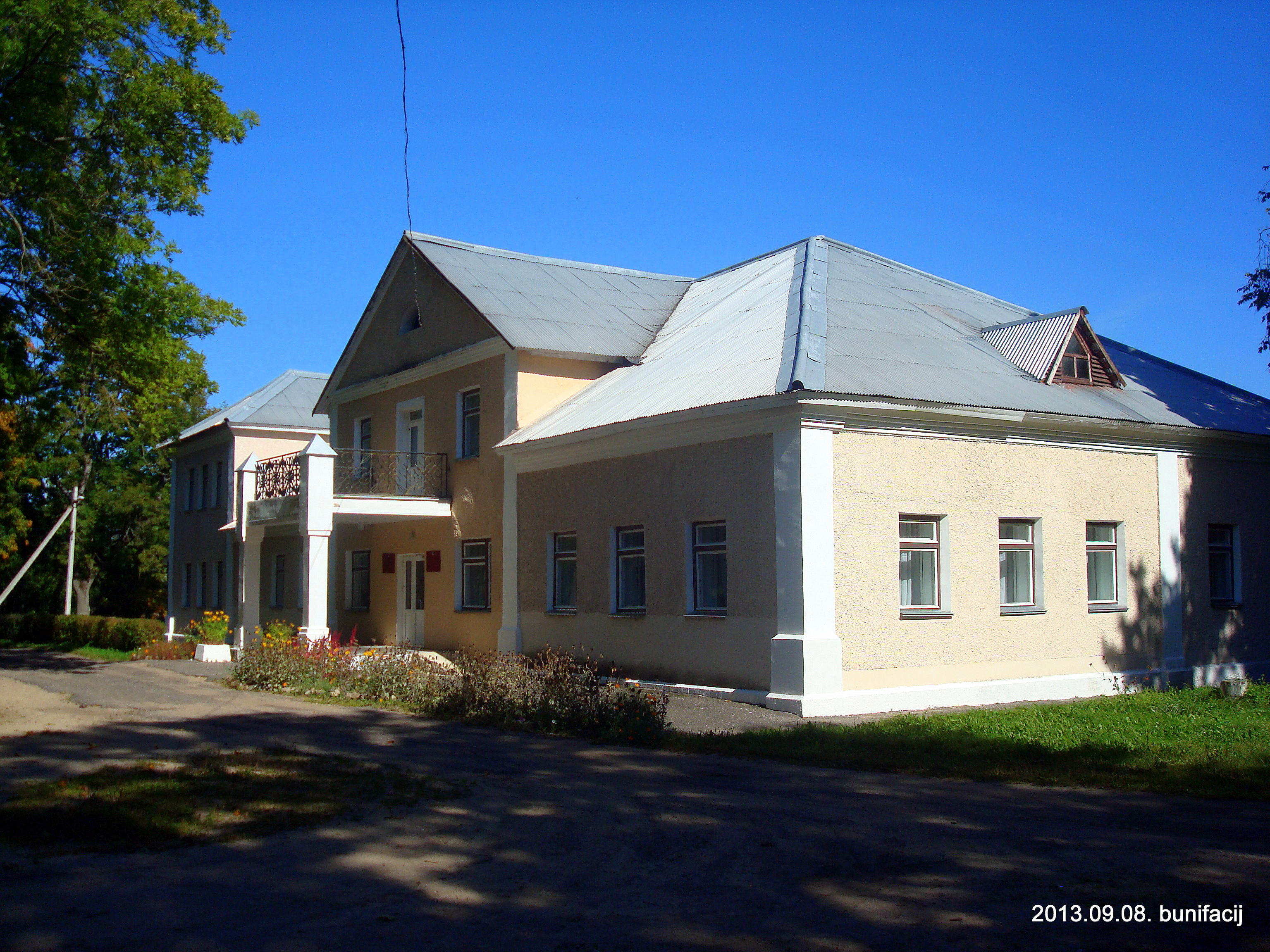
Усадебный дом Лисовских
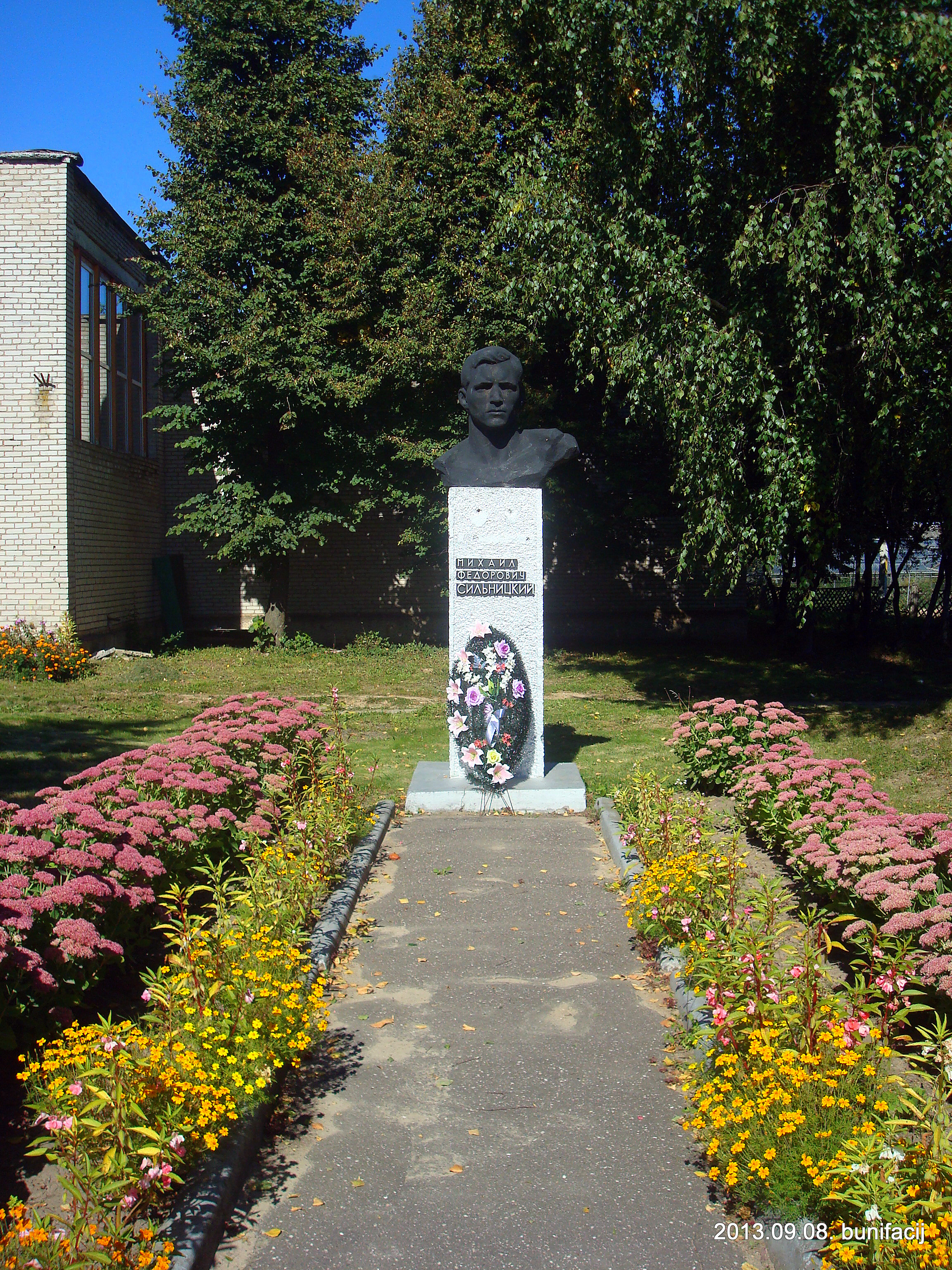
Памятник М. Ф. Сильницкому
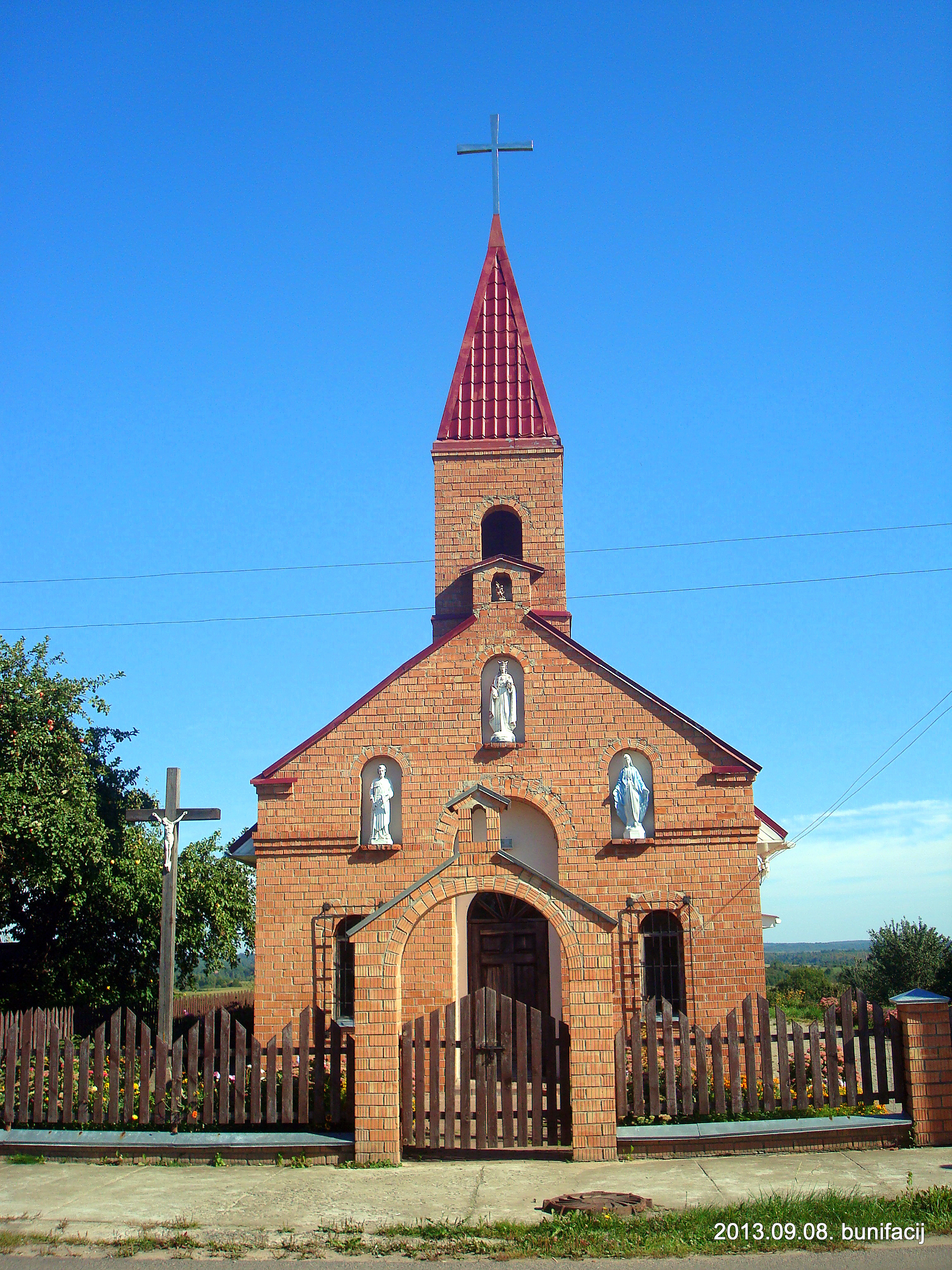
Костёл Божьего Промысла
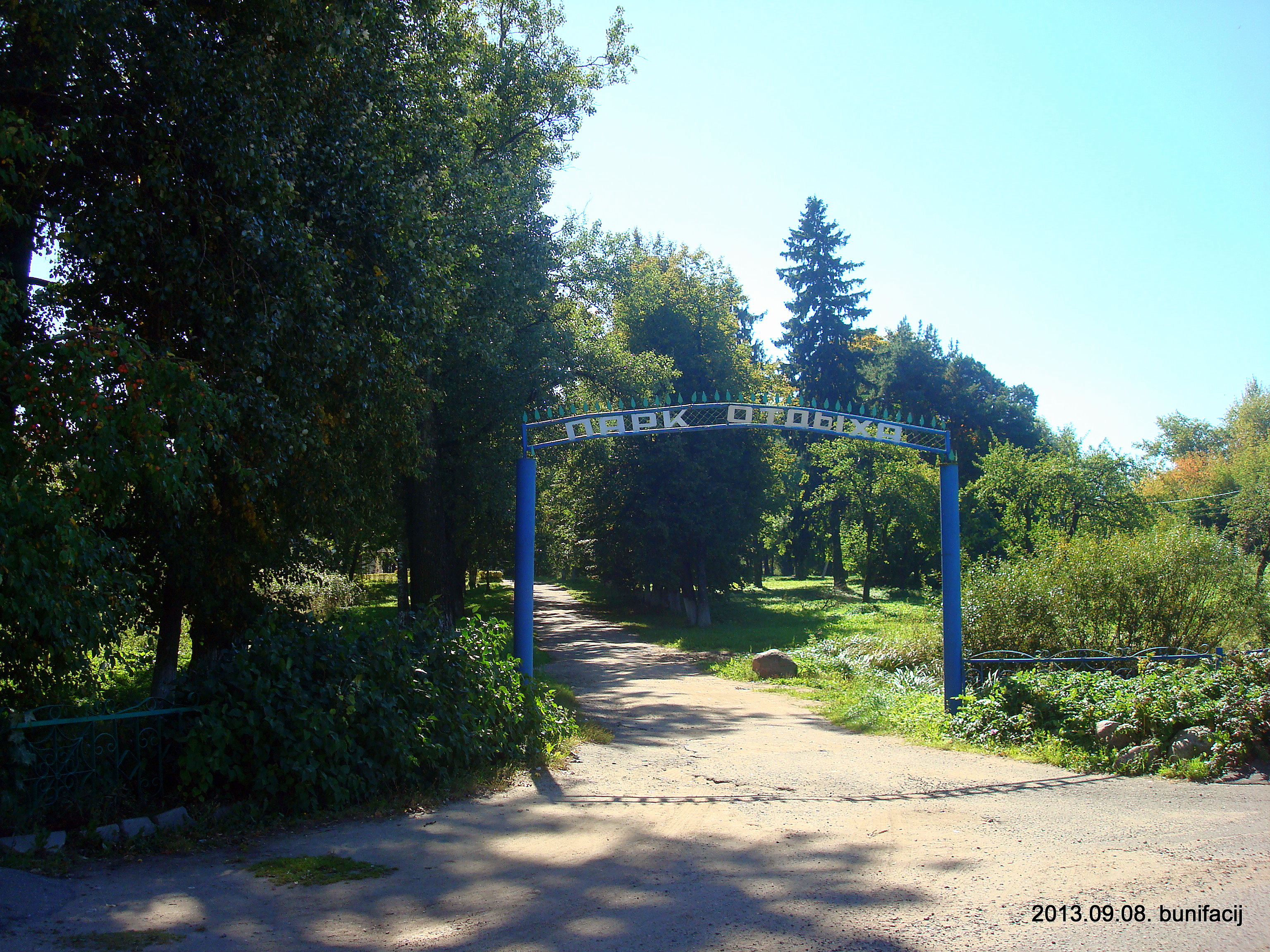
Вход в парк отдыха
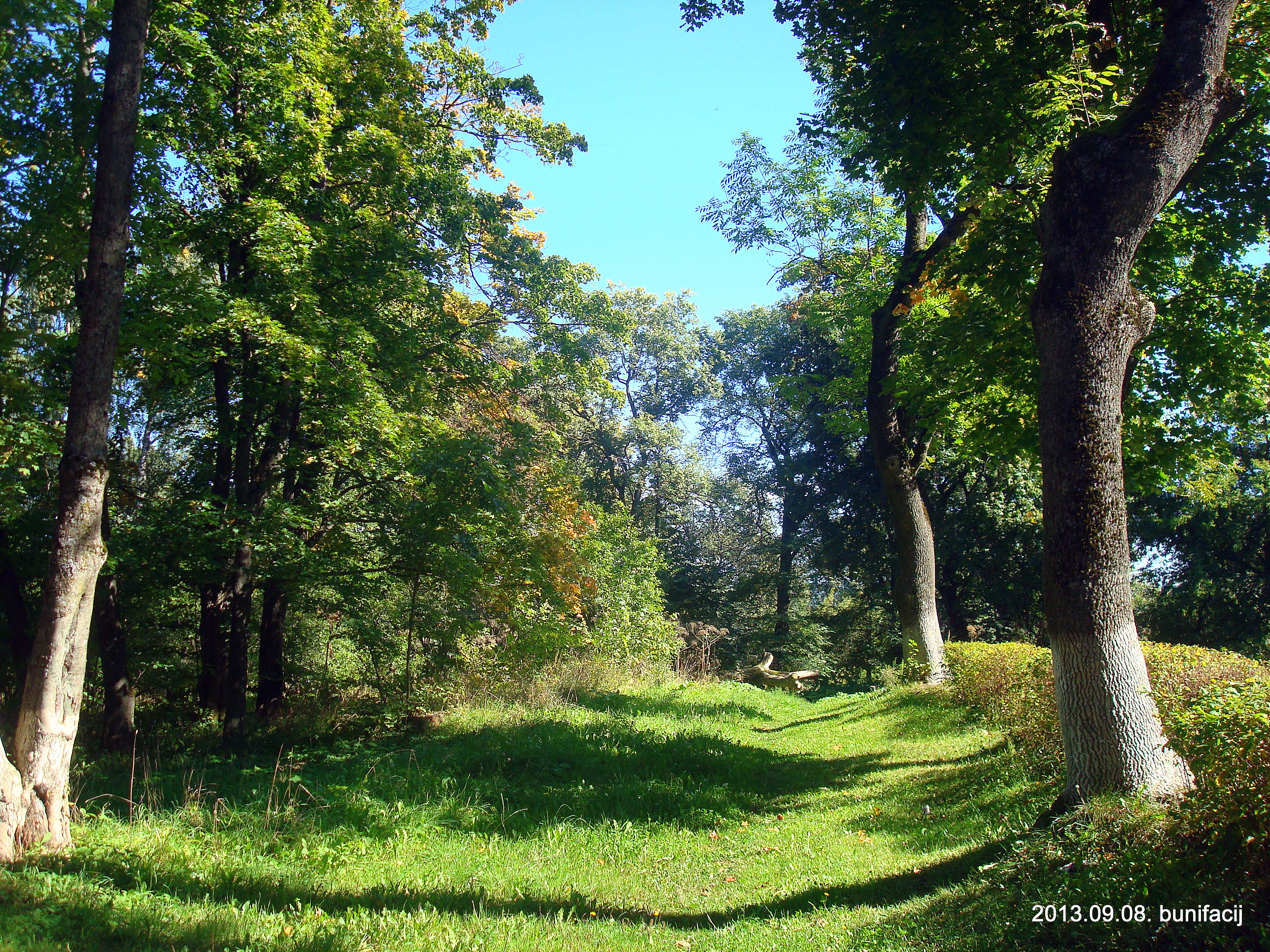
Аллея в парке
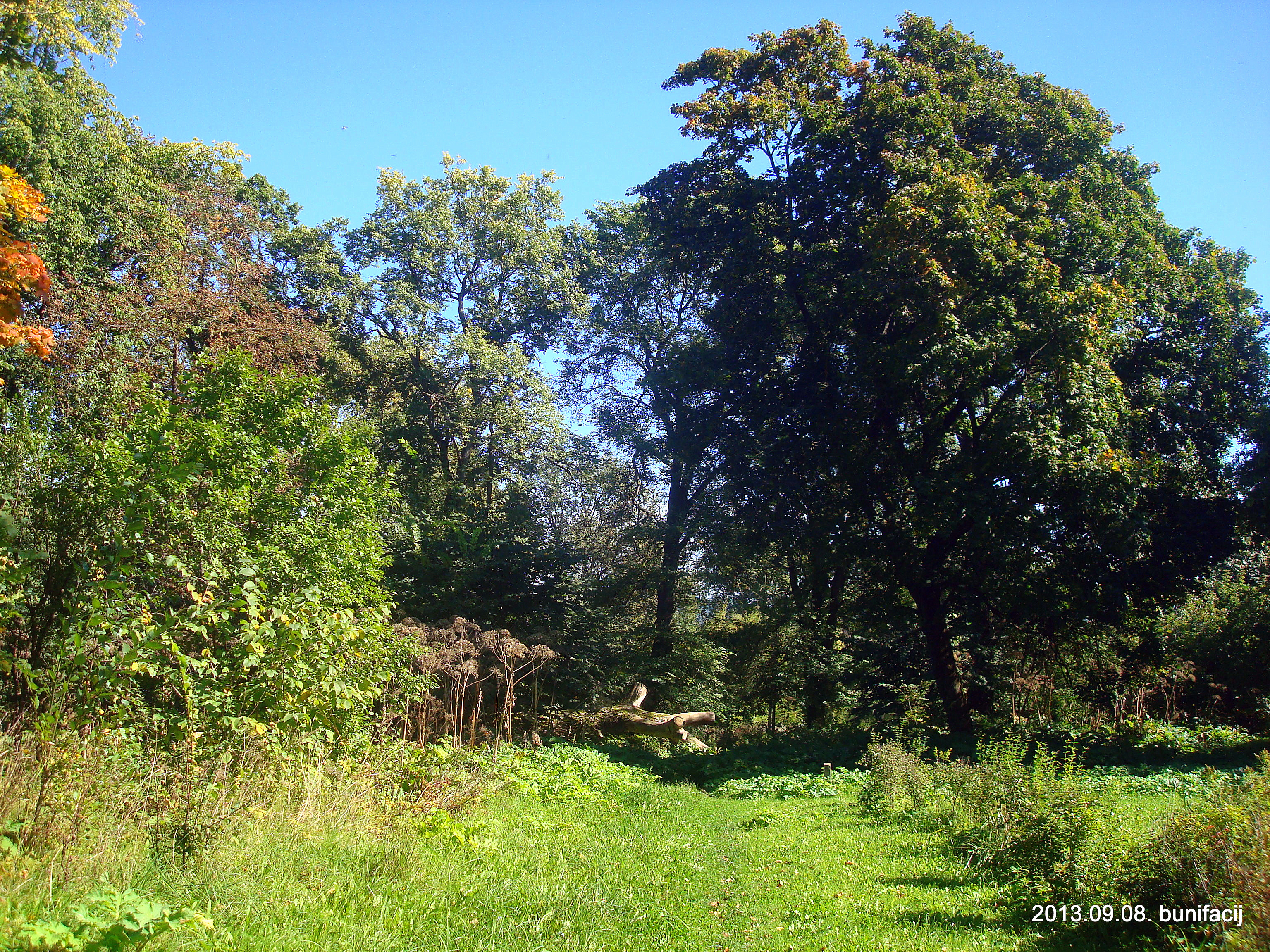
В парке
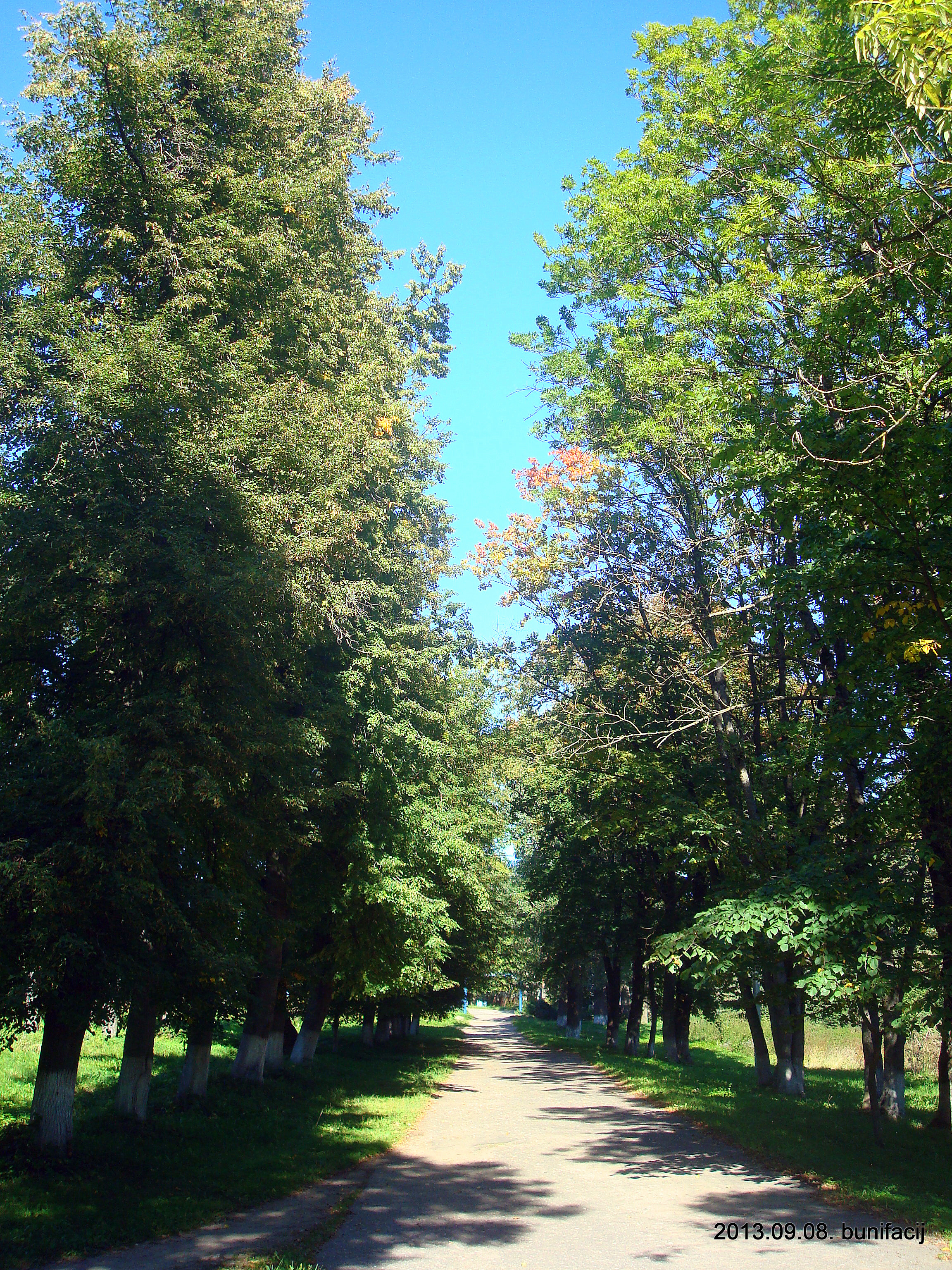
Центральная аллея
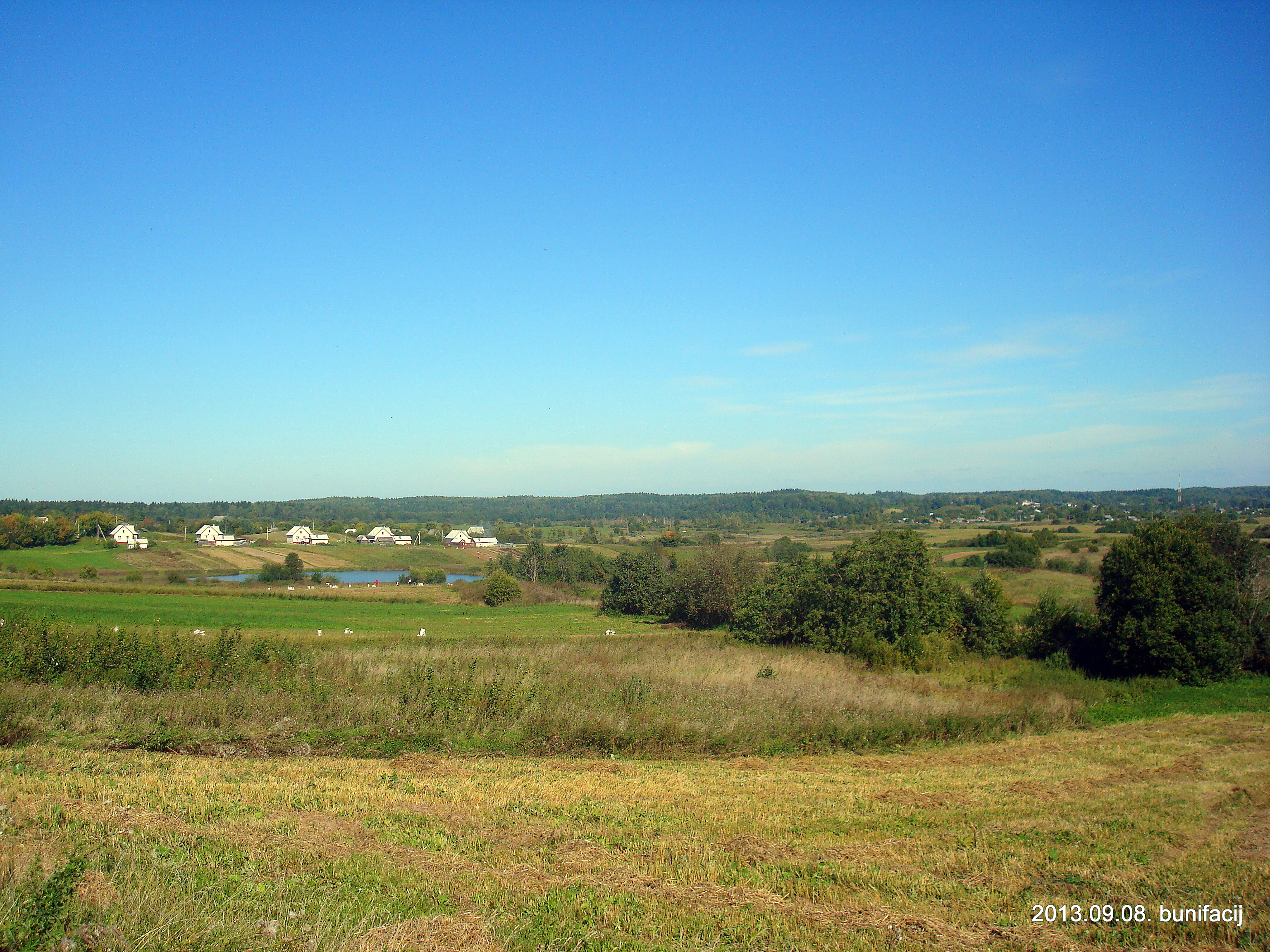
Вид на Близницы и Вороничи
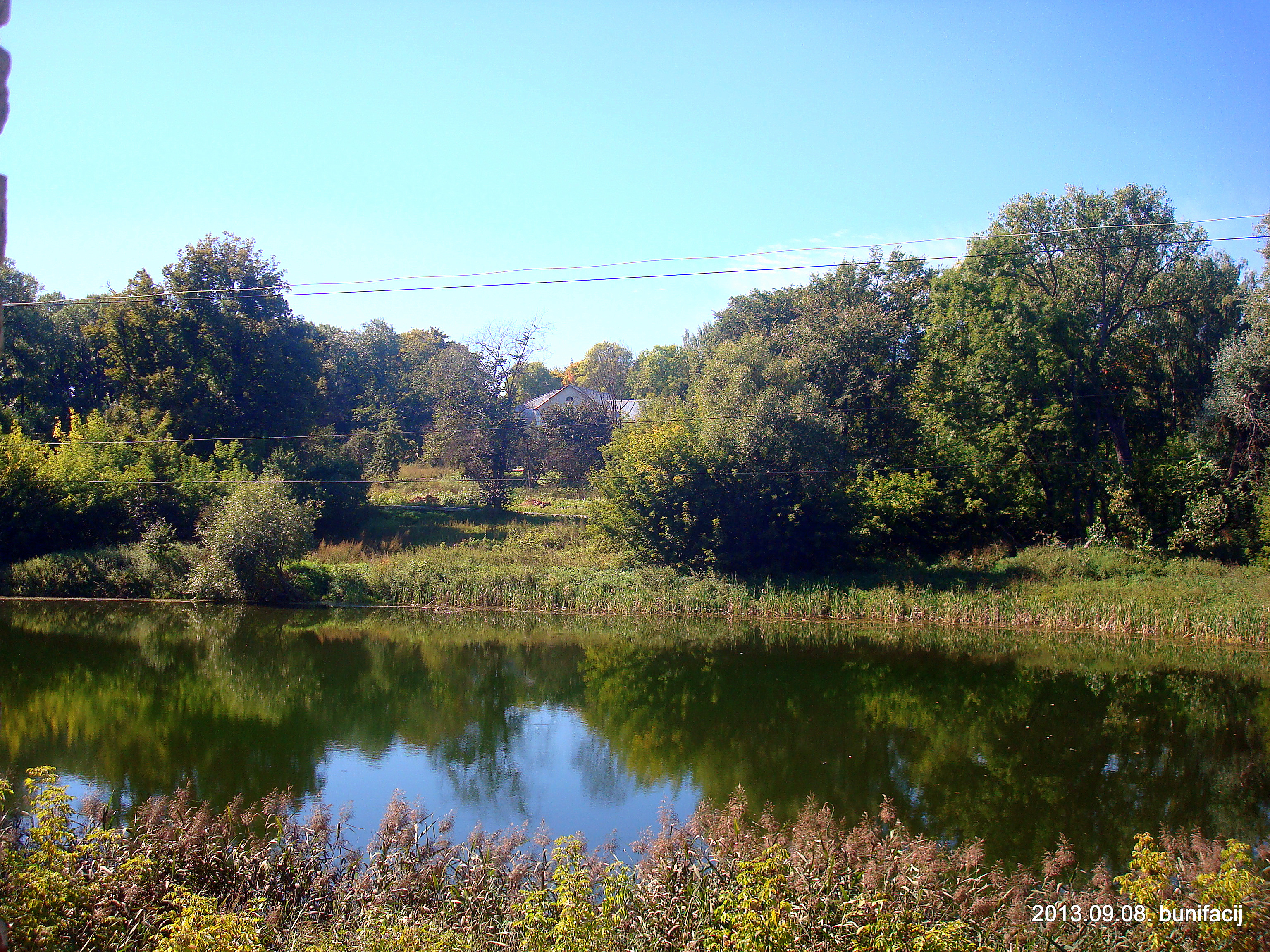
Вид с мельницы
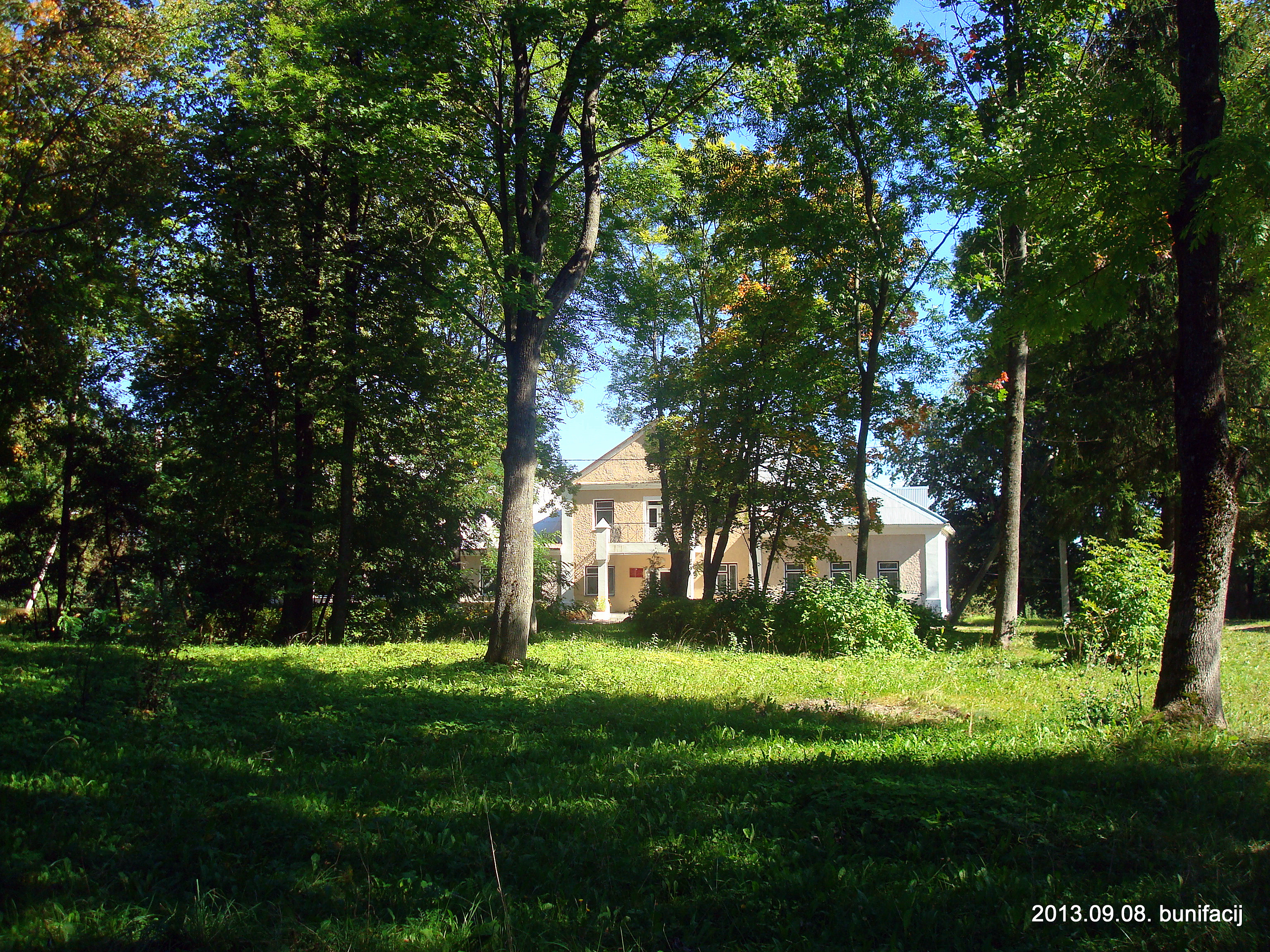
Парк и усадьба
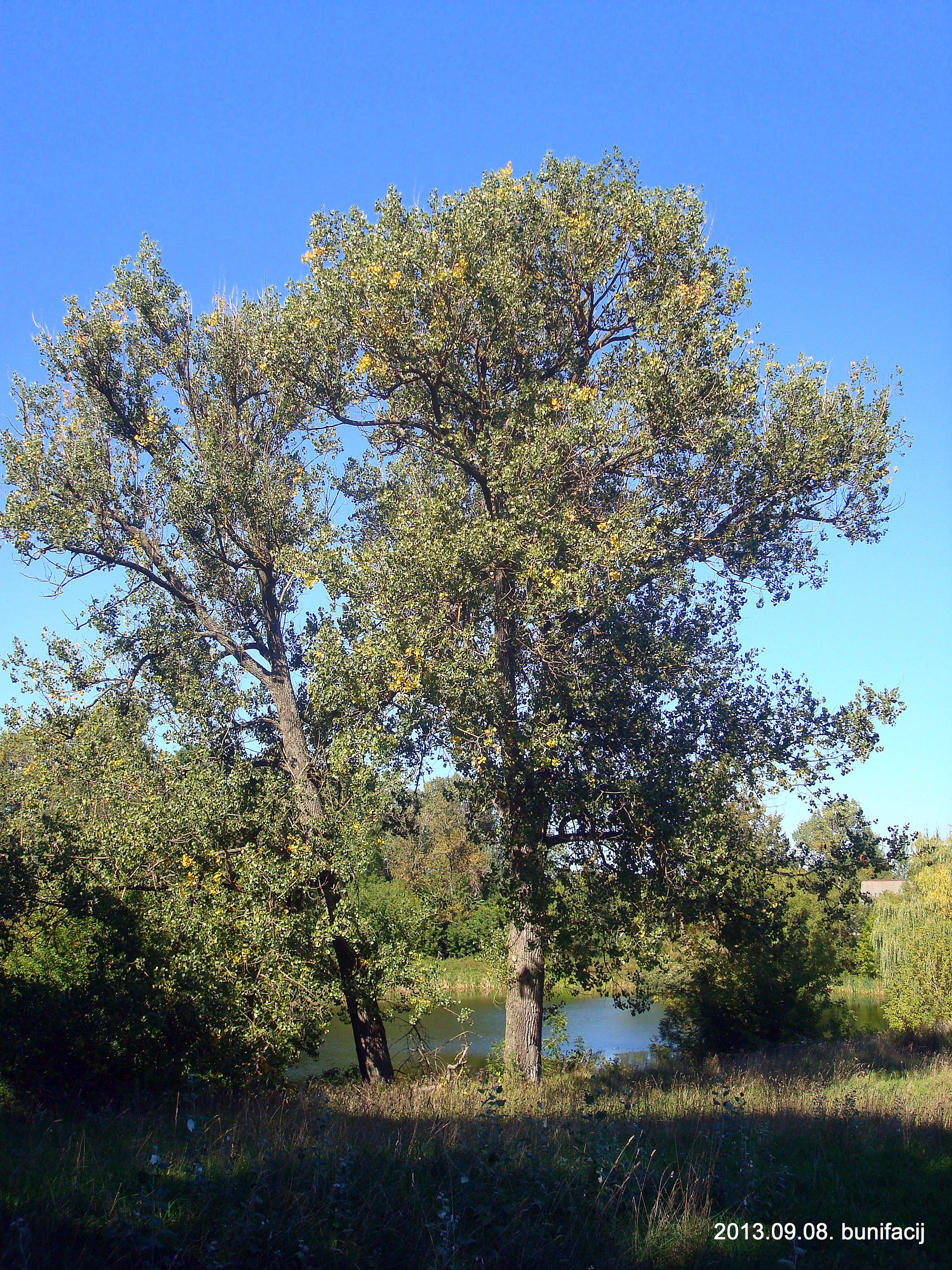
Пруд
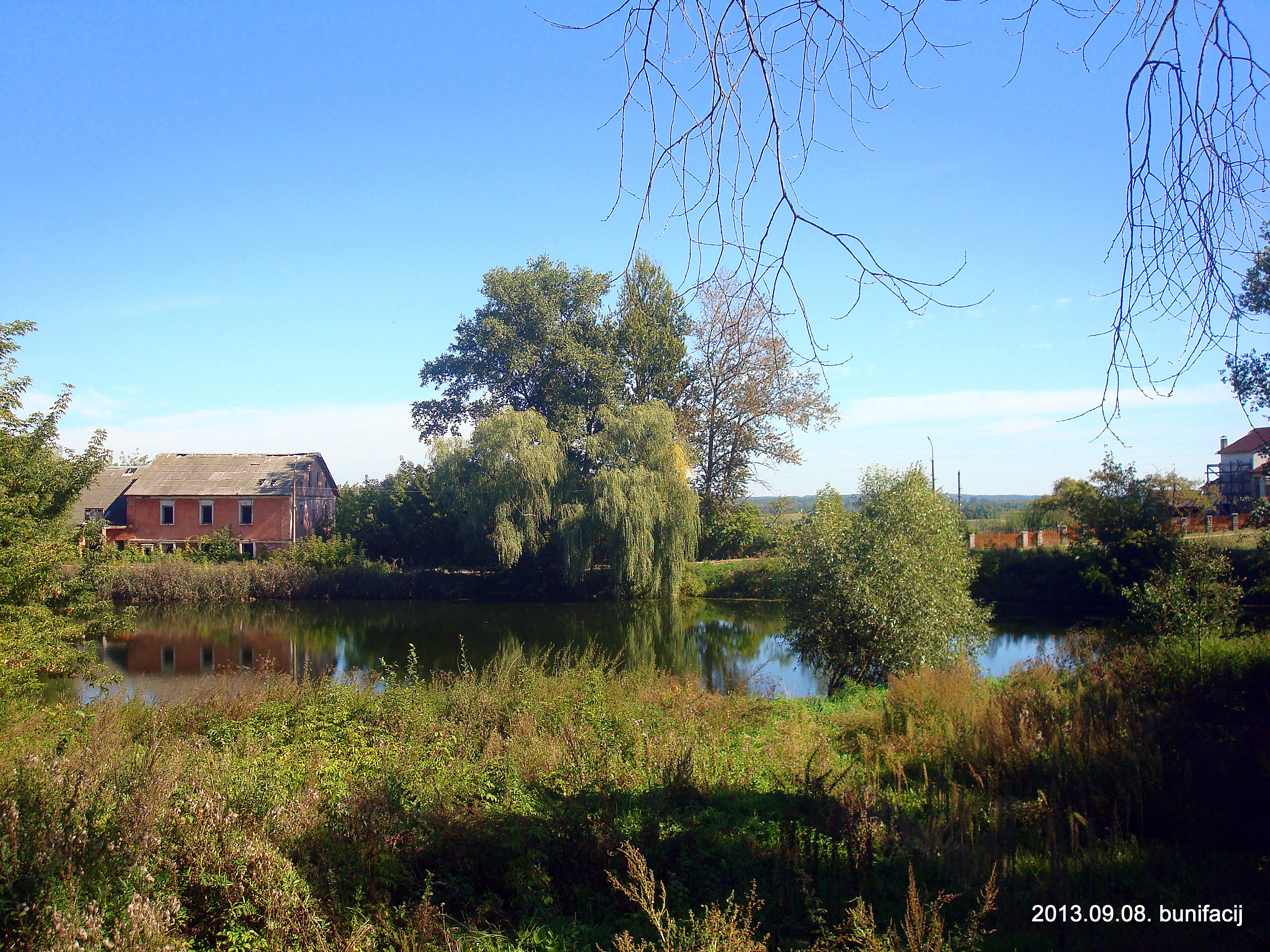
Пруд и мельница
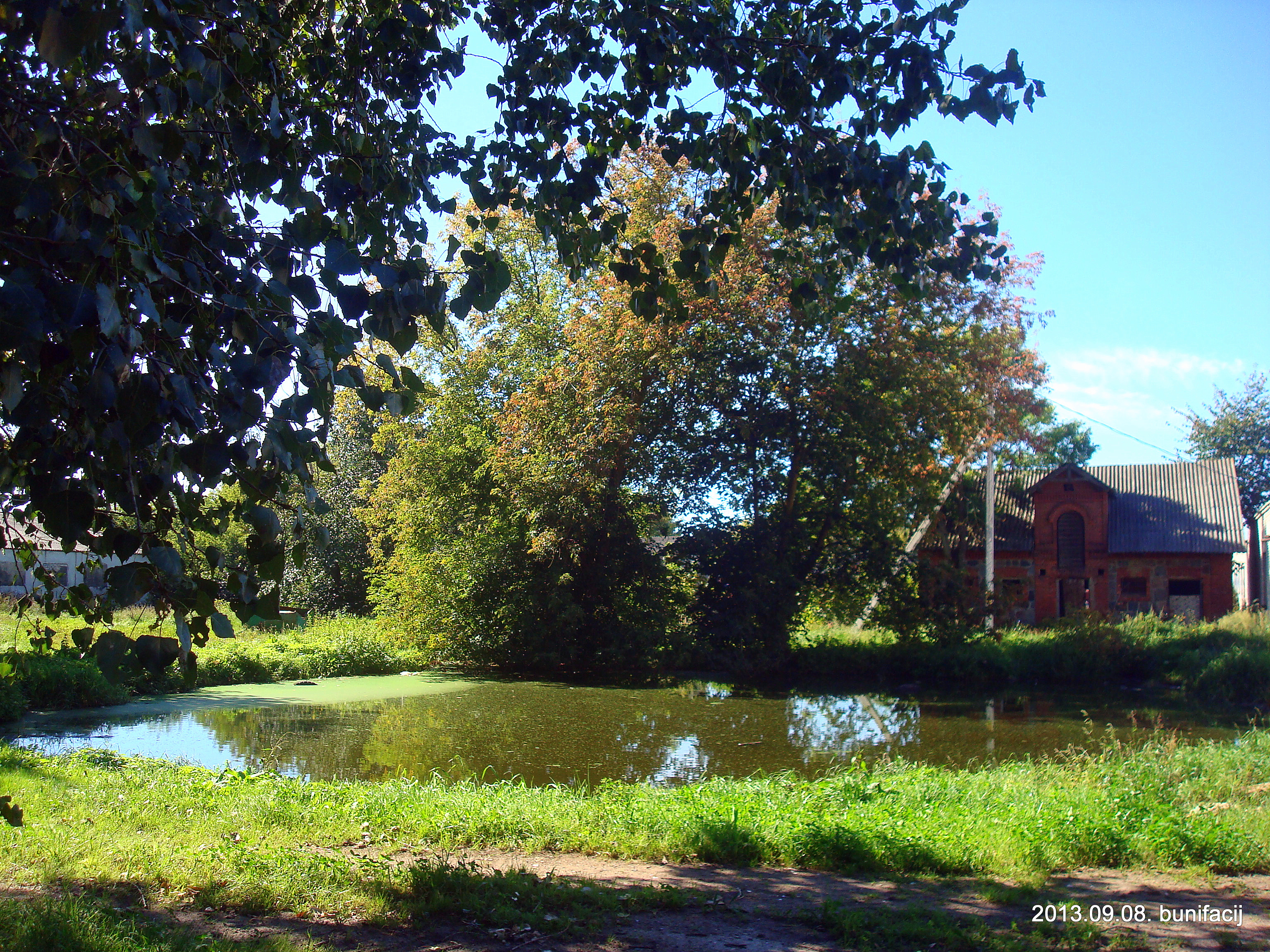
Дом за прудом